# Francesco II delle Due Sicilie
Francesco II delle Due Sicilie, soprannominato Franceschiello (Francesco d'Assisi Maria Leopoldo; Napoli, 16 gennaio 1836 – Arco, 27 dicembre 1894), fu l'ultimo re del Regno delle Due Sicilie, salito al trono il 22 maggio 1859 e deposto il 13 febbraio 1861 dopo l'annessione al Regno d'Italia; è divenuto Servo di Dio il 16 dicembre 2020, con l'apertura del processo di canonizzazione.

## Biografia

### Giovinezza

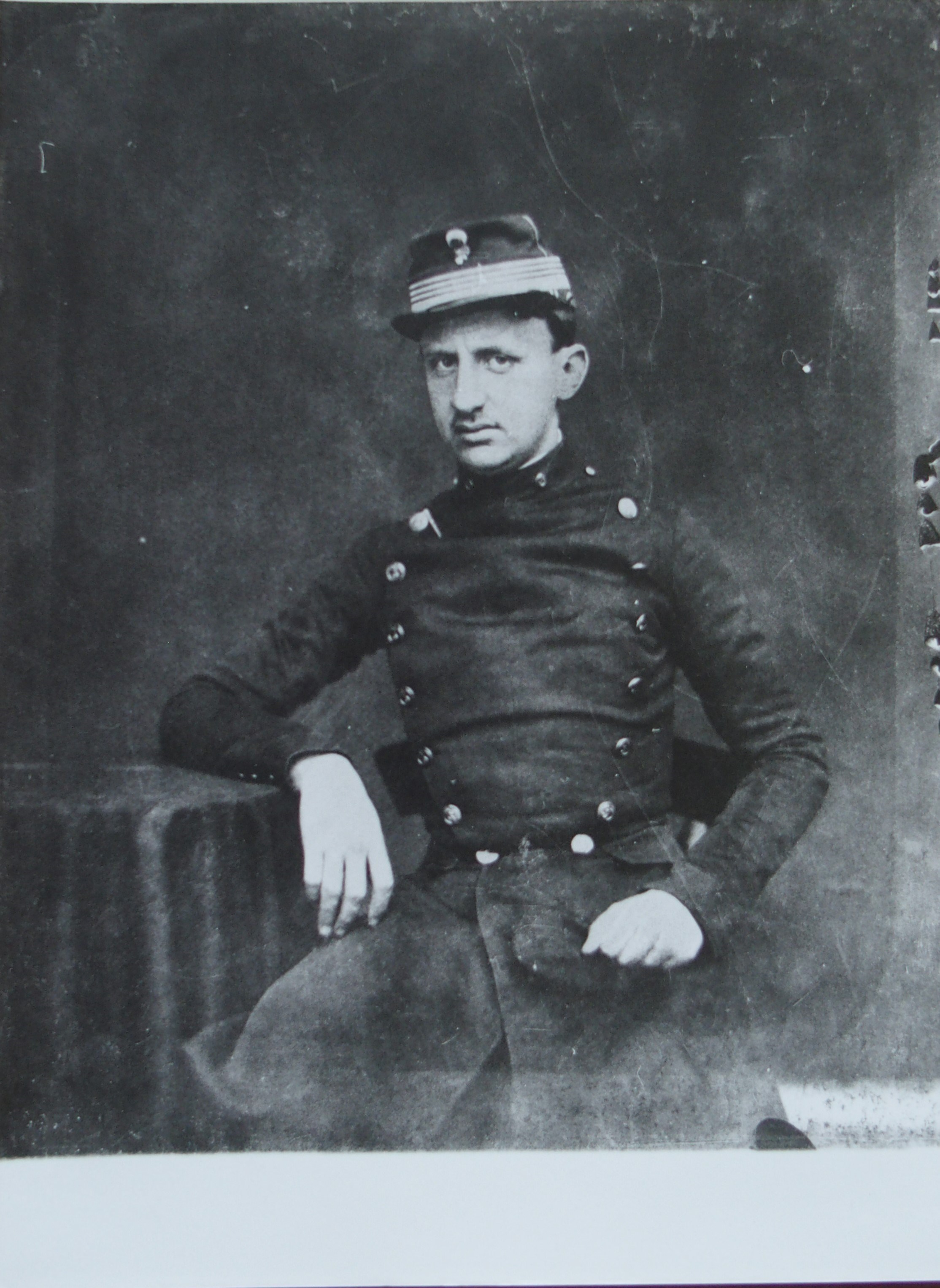
Il giovane principe Francesco di Borbone-Napoli, duca di Calabria

Francesco II era figlio di Ferdinando II e della sua prima moglie, la principessa Maria Cristina di Savoia, a sua volta figlia di re Vittorio Emanuele I. Di carattere timido e bonario, fu educato dai padri scolopi secondo rigidi precetti morali e religiosi, e particolare influenza su di lui ebbe il cappellano di corte, don Nicola Borelli. Figura soverchiante in gran parte degli anni della sua giovinezza fu la matrigna, Maria Teresa d'Asburgo-Teschen e la sua camarilla che, di fatti, contribuirono a tenerlo perlopiù lontano dagli affari di stato. Nel 1857 il conte di Gropello, ambasciatore sardo a Napoli, così descriveva il giovane principe in occasione del suo ventunesimo compleanno:
(Dizionario del Risorgimento Nazionale, Vallardi, pag. 128)

### Matrimonio

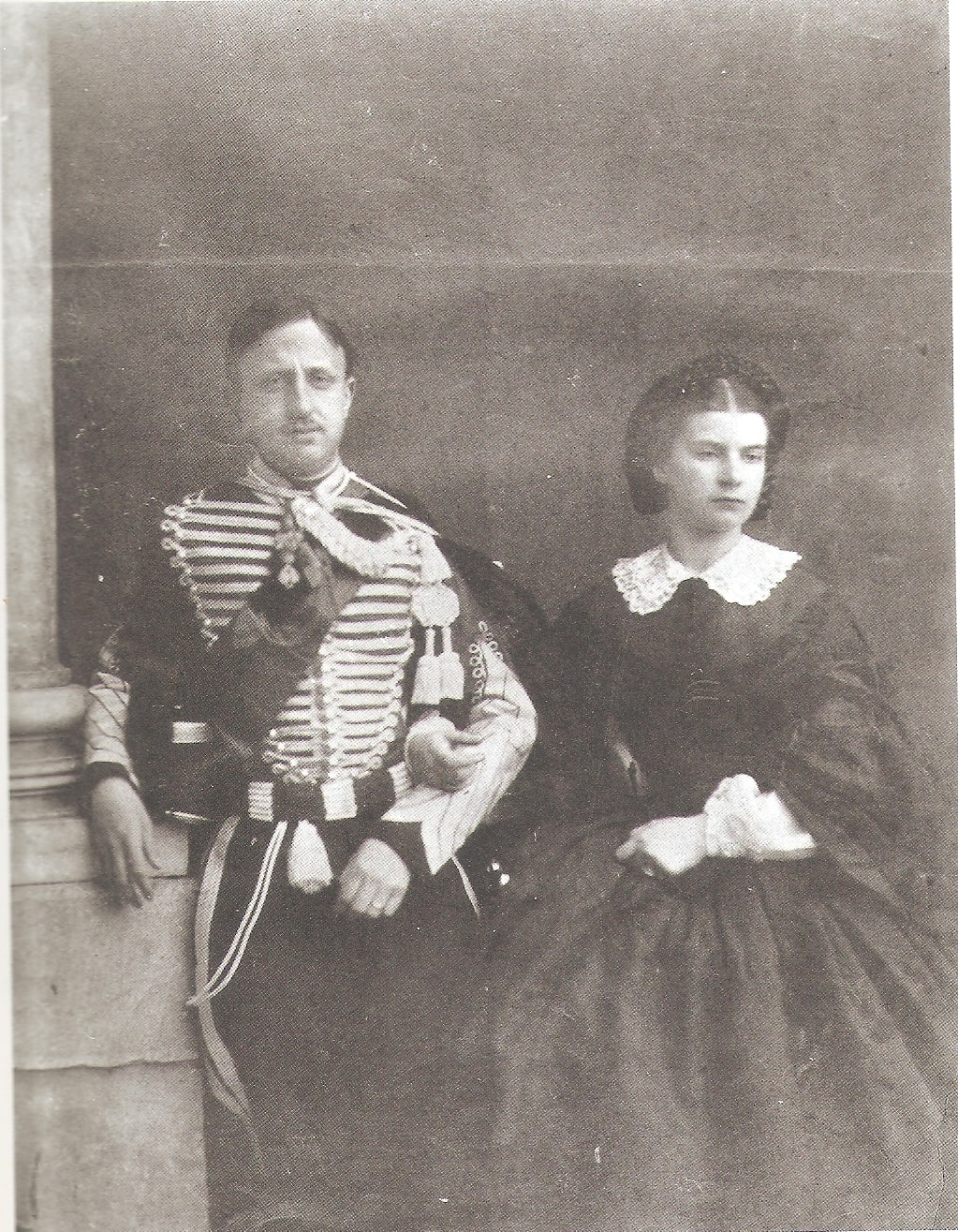
Francesco di Borbone e Maria Sofia di Baviera nel 1860

Sposò nel 1859 la duchessa Maria Sofia di Baviera, sorella dell'imperatrice Elisabetta d'Austria e cugina del re Ludovico II di Baviera, di lui più giovane di cinque anni, che aveva un temperamento del tutto opposto al suo. Francesco II soffriva di fimosi che, unitamente alla natura schiva e riservata del sovrano, ritardò la consumazione del matrimonio per nove anni. Francesco ebbe una sola figlia, Maria Cristina Pia di Borbone-Due Sicilie, morta a soli tre mesi d'età.

### Ascesa al trono e governo del regno

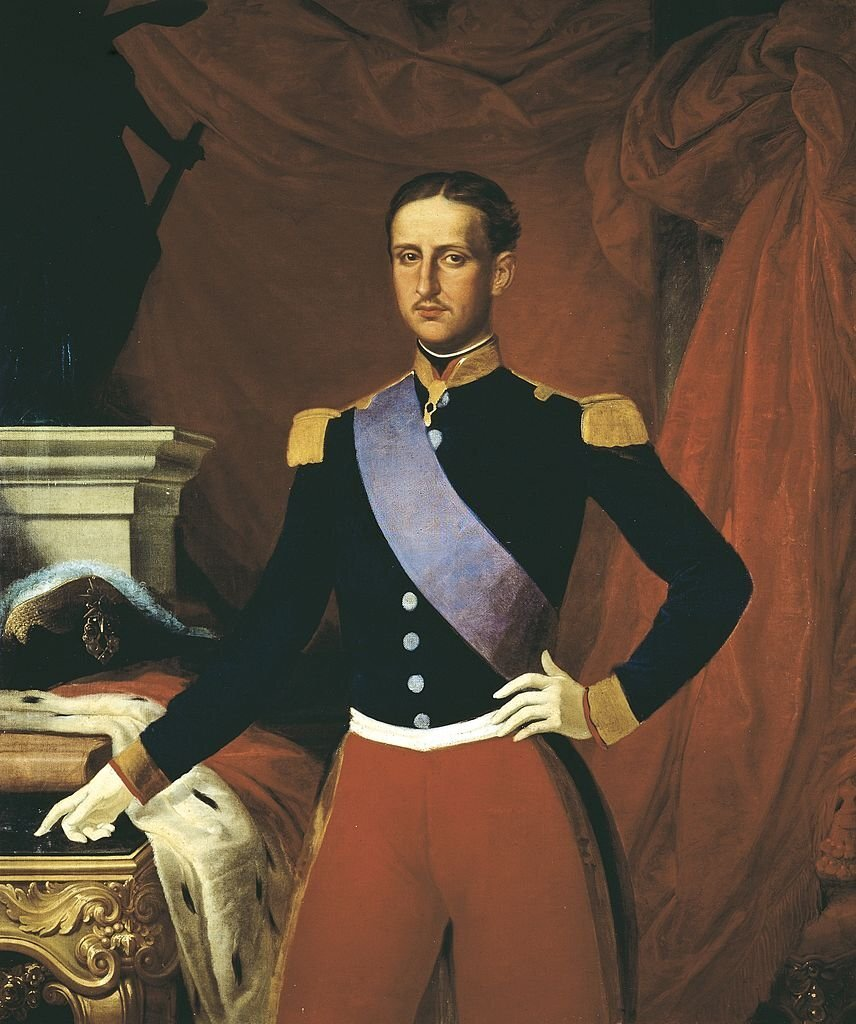
Ritratto di Francesco II di Borbone, re delle Due Sicilie di Camillo Guerra, 1859 circa

Salito al trono alla morte del padre il 22 maggio 1859, ne seguì inizialmente l'indirizzo politico.
Circondato dagli zii, poco rispettosi della sua autorità, trovò nella famiglia della matrigna non aiuto, bensì ostacoli, che resero più che mai difficile l'esercizio del potere.
Il suo carattere fatalista e pio spinse ancor più la diciottenne regina Maria Sofia di Baviera a tentare di prendere la direzione degli affari del regno, fatto che pose quest'ultima in aperto contrasto con la matrigna del re, la regina madre Maria Teresa. La madre del sovrano, infatti, mal tollerava la presenza e il carattere irruente della nuora al punto, secondo alcuni, da ordire un complotto contro Francesco II col fine di sostituire il sovrano con suo fratello minore, il conte di Trani, primo dei figli nati da Maria Teresa; le supposte prove raccolte dal primo ministro Filangieri a tal proposito vennero gettate nelle fiamme del camino dallo stesso Francesco II, il quale difese strenuamente la matrigna con le parole: «È la moglie di mio padre!». Il caso venne archiviato.
In politica interna Francesco II di Borbone, pur regnando per poco più di un anno come sovrano sul trono di Napoli e Sicilia, ebbe il tempo di varare varie riforme: concesse più autonomia ai comuni, emanò amnistie, nominò commissioni aventi lo scopo di migliorare le condizioni dei carcerati nei luoghi di detenzione, dimezzò l'imposta sul macinato, ridusse le tasse doganali, fece aprire le borse di cambio a Reggio Calabria e Chieti. Inoltre, siccome era in corso una carestia, dette ordini per l'acquisto di grano all'estero per rivenderlo sottocosto alla popolazione e per donarlo alle persone più indigenti. Francesco II si propose di far ripartire i progetti di ampliamento della rete ferroviaria; tali progetti, poi, furono realizzati e ampliati dopo il 1860.
In politica estera, ebbe un iniziale allineamento sulle posizioni conservatrici dell'Austria, rifiutando categoricamente la proposta del suo primo ministro Filangeri che, a seguito delle vittorie dei piemontesi in Lombardia, gli aveva suggerito di accondiscendere all'alleanza propostagli da Cavour. In seconda battuta il primo ministro piemontese propose a re Francesco II un'alleanza per dividere il territorio dello Stato Pontificio tra Regno di Sardegna e Due Sicilie in cambio di un aiuto militare, escludendo la provincia di Roma che sarebbe rimasta nelle mani del pontefice, ma anche questa proposta venne rifiutata dal sovrano meridionale, il quale vedeva ogni tentativo di aggressione alla Santa Sede e ai suoi possedimenti come pura eresia. Filangeri gli propose a questo punto la concessione di una costituzione come unica misura per la salvezza della dinastia, ma quando anche a questa proposta il re si rifiutò di aderire, al politico non rimase altra possibilità che dimettersi. Il 7 giugno 1859, parte della guardia svizzera che era al servizio dell'esercito borbonico si ammutinò di fronte all'atteggiamento del sovrano e per i numerosi pagamenti arretrati. Francesco II si adoperò subito per calmare i dissidenti, ma nel frattempo il generale Alessandro Nunziante con le sue truppe circondò gli ammutinati e aprì il fuoco su di loro. L'incidente portò poi al licenziamento dell'intera guardia svizzera borbonica che però costituiva il nucleo più preparato dell'esercito borbonico.
Nel 1859, Francesco II approvò con proprio atto la ricostituzione dell'Ordine Militare del Santissimo Salvatore di Santa Brigida di Svezia, di cui era devotissimo. Le costituzioni furono accolte in Capua dal cardinale Giuseppe Cosenza e fu eletto Gran Maestro, con carica ereditaria, il conte Vincenzo Abbate senior.
Poi, dal suo avvenimento, alla camarilla, che lo teneva nell'immobilità dell’ultimo regno.

Più tardi, al machiavellismo a doppio viso del generale Filangieri, l'uomo che più ha tolto di considerazione, e risospinta questa monarchia già vacillante.

E poi per soprassello a quella camarilla, che ha posto in sua mano la polizia, e posto al potere Aiossa, Maniscalco, i due uomini fatali che han portato, l'uno a Napoli, e l'altro a Palermo, gli ultimi colpi di scure al trono abbandonato dei Borboni.
Quando Garibaldi è venuto, la demolizione era già fatta.»
(Garibaldi – Rivoluzione delle Due Sicilie di Marco Monnier, pag. 329)

### Fine del Regno
(Francesco II delle Due Sicilie)
Fin dai tempi in cui regnò suo padre Ferdinando II, Francesco II diverse volte soleva dire che il suo regno era protetto dall'acqua salata e dall'acqua santa, ovvero dal mare e dallo Stato Pontificio; in realtà fu proprio dal mare che giunse Garibaldi e dalle terre del Papa stavano giungendo le truppe sabaude guidate da Vittorio Emanuele II in persona.
I Borbone erano stati informati fin dall'inizio della partenza delle navi garibaldine dallo stesso ambasciatore borbonico nel Regno di Sardegna. Però, pur disponendo di una flotta di 14 navi militari che incrociavano lungo le coste del Regno, la marina non riuscì a intercettarli se non quando sbarcarono a Marsala.
La spedizione dei Mille impressionò i contemporanei per la rapidità delle prime conquiste e per la disparità almeno iniziale di forze in campo. Il 15 maggio 1860 nella battaglia di Calatafimi ben 3 000 soldati borbonici, di fronte ai mille garibaldini e 500 picciotti siciliani si ritirarono dopo un primo scontro, eseguendo l'ordine dell'anziano generale Landi.

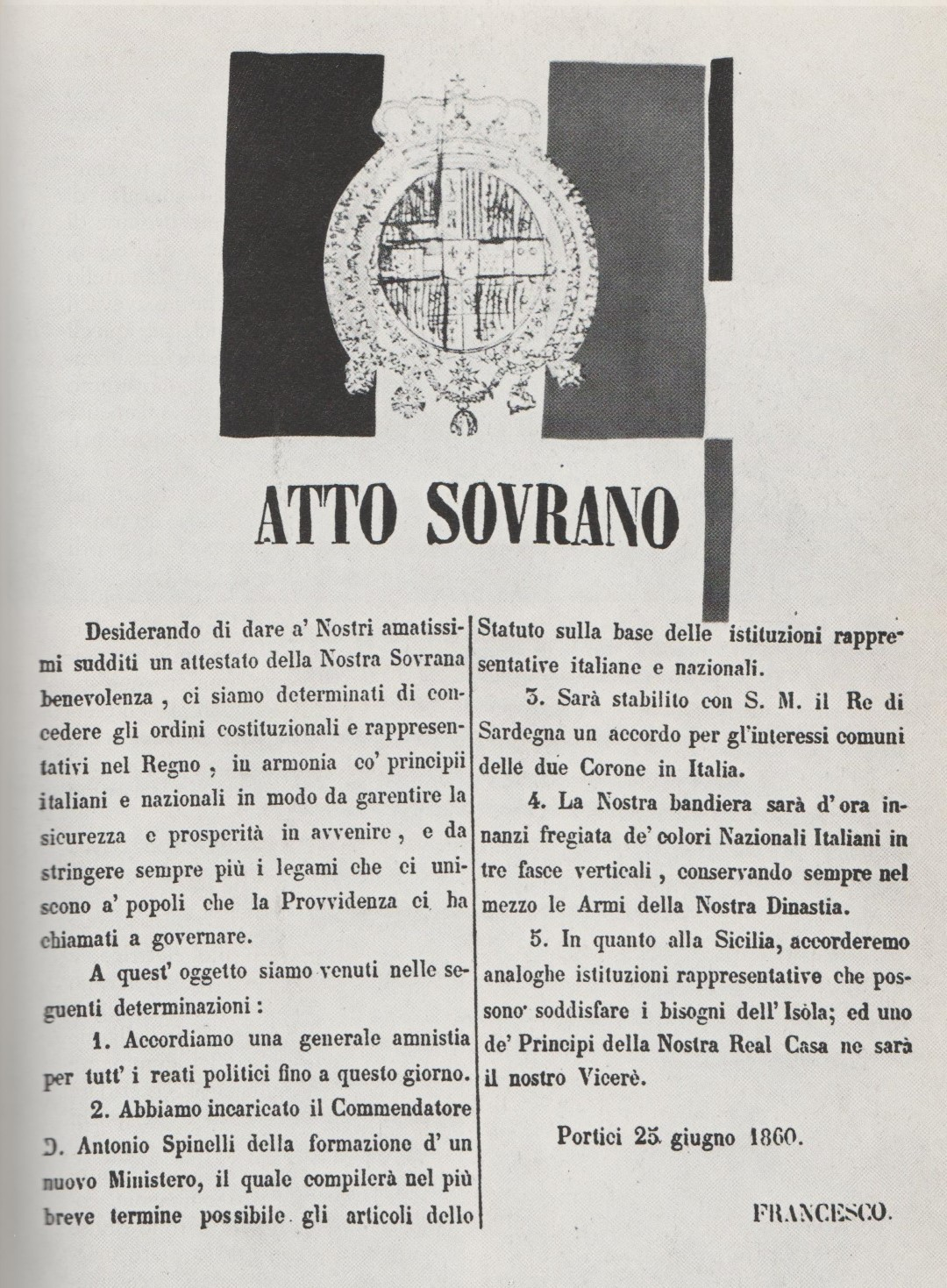
L'«Atto Sovrano» del 26 giugno 1860 con cui re Francesco II concesse lo Statuto

In conseguenza dello sbarco di Giuseppe Garibaldi in Sicilia e della sua rapida avanzata fece alcune concessioni liberali, in ciò consigliato dal suo primo ministro Carlo Filangieri, richiamando in vigore lo Statuto costituzionale (già concesso da Ferdinando II brevemente nel 1848) con atto sovrano del 25 giugno 1860.
Intanto, Cavour dava ordine al generale Cialdini di partire alla volta di Napoli con l'esercito piemontese per impossessarsi del Regno delle Due Sicilie e ordinava all'ammiraglio Persano di seguire da lontano l'impresa di Garibaldi.
Leopoldo, conte di Siracusa, zio del re, nel momento di crisi per l'avanzata di Garibaldi, inviò al nipote una pubblica lettera nella quale lo invitava per il bene di tutti a seguire l'esempio della Granduchessa di Toscana e a lasciare il trono, producendo un grande effetto. Esiliato, alla fine di agosto il Conte di Siracusa si imbarcherà sulla nave piemontese Costituzione per recarsi a Genova e poi a Torino.
Anche Luigi, conte dell'Aquila, altro zio del re, verrà allontanato da Napoli perché sospettato di farsi nominare reggente, esautorando così il nipote Francesco II.
Quando Garibaldi a fine agosto passò in Calabria, dove erano di stanza circa 12 000 soldati del Borbone, ben 10 000 di essi a Soveria Mannelli si arresero senza sparare un solo colpo.
Dopo la perdita della Sicilia e della Calabria, di fronte all'avvicinarsi dell'Esercito meridionale e seguendo il consiglio del Ministro dell'interno Liborio Romano, che aveva già avuto contatti con i piemontesi, il re fuggì da Napoli senza combattere. Infatti Francesco II diede espressamente l'ordine alle guarnigioni rimaste nei forti di Napoli di rimanere neutrali e di non spargere sangue, per risparmiare alla capitale gli orrori della guerra.
Lasciando Napoli emanò un proclama che «produsse larghissima impressione in vasti strati della popolazione meridionale» e con sé portò ben poco, convinto di tornare presto nella capitale: «dalle banche non ritirò i suoi depositi, dalla Reggia, più che opere d'arte e di valore venale, portò con sé oggetti di devozione e ricordi famigliari».
Abbandonato dalla sua flotta, Francesco II ripiegò dapprima sulla linea del Volturno dove le sue truppe furono sconfitte e poi, dopo aver tentato inutilmente una controffensiva contro le truppe garibaldine, si ritirò con la Regina consorte a Gaeta, dove l'esercito borbonico si difese valorosamente per tre mesi contro l'assedio dell'esercito sardo-piemontese comandato dal generale Enrico Cialdini.
L'assedio di Gaeta ebbe inizio il 13 novembre 1860 e fu condotto in modo molto aspro. A Gaeta Francesco II dimostrò grande valore; almeno, così ne parlano alcune fonti estere: «L'ammirazione, e son per dire l'entusiasmo, che desta in Francia il nobile contegno del Re di Napoli, vanno crescendo ogni giorno in proporzione dell'eroica resistenza del giovane monarca, assediato dalla rivoluzione sullo scoglio di Gaeta. Così un bellissimo indirizzo degli abitanti di Avignone, con parecchie migliaia di firme, venne spedito al Re, in cui gli Avignonesi manifestavano la speranza loro ferma che il suo trionfo sarà misurato dalla grandezza del suo pericolo».
Dopo la capitolazione di Gaeta (13 febbraio 1861) Francesco II, con la moglie, si recò in esilio a Roma, via mare su di un piroscafo francese.

### Esilio e morte

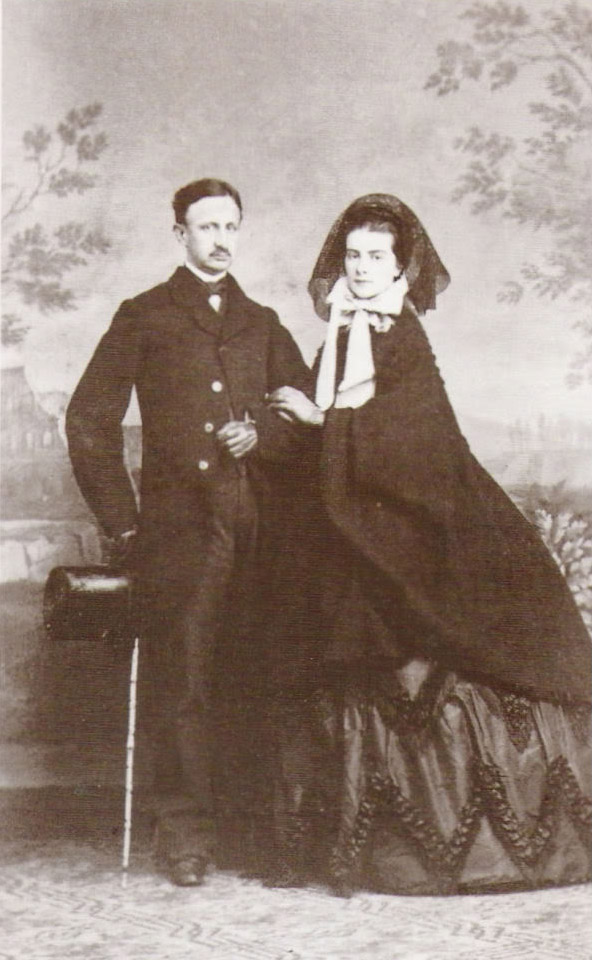
Francesco II e Maria Sofia a Roma nel 1865

Giunto a Roma, Francesco II fu prima ospitato al Quirinale dal papa Pio IX per passare poi a Palazzo Farnese, di proprietà dei Borbone, perché ereditato dalla sua ava Elisabetta. Rimase a Roma fino al 1870. Durante questo periodo compì alcuni tentativi di organizzare una resistenza armata nell'ex Regno. Il suo matrimonio rimase non consumato per molti anni, e ciò era dovuto al fatto che il Re soffriva di fimosi. Anche la timidezza di Francesco aveva impedito alla coppia di sviluppare qualsiasi tipo di intimità fisica. Alcuni biografi riportano che ella diede alla luce due bambine e che una di loro fu affidata al fratello di Maria Sofia, tuttavia tale affermazione non trova sufficienti riscontri per essere considerata attendibile. Nonostante ciò la coppia si ricompose e, sottopostosi a un'operazione chirurgica, Francesco guarì e il matrimonio poté essere consumato. Nel Natale del 1869 Francesco e Maria Sofia ebbero una figlia, Maria Cristina Pia, che però morì di lì a tre mesi. L'ultimo dei Borboni rimase a Roma fino all'occupazione delle truppe unitarie nel 1870. Da quell'anno assunse il titolo di duca di Castro.
Dopo la definitiva partenza da Roma Francesco II si stabilì con la moglie a Parigi. Risiedette stabilmente nella capitale francese, da dove si allontanò solo per brevi viaggi, in Austria e in Baviera, presso i parenti della moglie. Visse privatamente, senza grandi mezzi economici, perché Garibaldi aveva confiscato tutti i beni dei Borbone, e il Governo italiano ne propose la restituzione a Francesco II, ma solo al patto di rinunciare a ogni pretesa sul trono del Regno delle Due Sicilie, cosa che egli non accettò mai, rispondendo sdegnato: «Il mio onore non è in vendita».
Francesco II morì nel 1894 in Trentino (allora austro-ungarico), durante uno dei suoi viaggi compiuti per sottoporsi a cure termali; venne sepolto nella Collegiata dell'Assunta di Arco. Pretendente al trono delle Due Sicilie divenne il fratellastro Alfonso di Borbone-Due Sicilie.
Anche dopo la morte di Francesco II la regina Maria Sofia sperava ancora nella restaurazione del Regno, e frequentò anche socialisti ed esuli anarchici. Più di una fonte la vuole infatti, più o meno fantasiosamente, ispiratrice degli attentatori Passannante e Bresci.
Le spoglie di Francesco II, di Maria Sofia e della loro figlia Maria Cristina, riunite dopo varie vicissitudini, riposano nella Basilica di Santa Chiara, a Napoli, dal 18 maggio 1984, dov'erano state portate in forma solenne.

## L'apertura del processo di canonizzazione
Nel 2020 fu annunciata dal cardinale Crescenzio Sepe l'apertura della sua causa di canonizzazione. L'apertura della fase iniziale del processo canonico avvenne il 16 dicembre 2020 e pertanto il sovrano defunto è attualmente riconosciuto dalla Chiesa con il titolo di Servo di Dio.

## I soprannomi

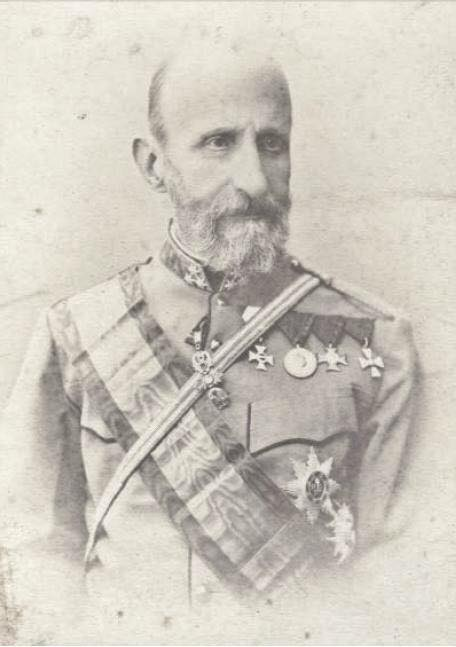
Francesco II ritratto poco prima della sua morte

Francesco II si vide affibbiare il nomignolo di "Franceschiello" da parte dei cronisti dell'epoca, per ridicolizzare la figura di un sovrano che aveva perso il proprio regno; anche "esercito di Franceschiello" è un modo di dire tuttora usato per indicare un gruppo di soldati o di persone incapaci e indisciplinate.
Molti storici hanno sostenuto che Franceschiello fosse il nomignolo con cui si riferiva a lui proprio il popolo del suo regno.
Era anche soprannominato "Il Re Lasagna" o più semplicemente "Lasa" per la notoria golosità del re per quella pietanza.

## Ascendenza
|                                 |                               |                                       | Genitori                    |  |  | Nonni |  |  | Bisnonni                       |  |  | Trisnonni           |  |
|                                 |                               |                                       |                             |  |  |       |  |  | Ferdinando I delle Due Sicilie |  |  | Carlo III di Spagna |  |
|                                 |                               |                                       |                             |  |  |       |  |  | Ferdinando I delle Due Sicilie |  |  | Carlo III di Spagna |  |
|                                 |                               | Maria Amalia di Sassonia              |                             |  |  |       |  |  | Ferdinando I delle Due Sicilie |  |  |                     |  |
| Francesco I delle Due Sicilie   |                               |                                       |                             |  |  |       |  |  | Ferdinando I delle Due Sicilie |  |  |                     |  |
|                                 |                               | Maria Carolina d'Austria              | Francesco I di Lorena       |  |  |       |  |  |                                |  |  |                     |  |
|                                 |                               | Maria Carolina d'Austria              | Francesco I di Lorena       |  |  |       |  |  |                                |  |  |                     |  |
|                                 |                               | Maria Carolina d'Austria              | Maria Teresa d'Austria      |  |  |       |  |  |                                |  |  |                     |  |
| Ferdinando II delle Due Sicilie |                               | Maria Carolina d'Austria              |                             |  |  |       |  |  |                                |  |  |                     |  |
|                                 |                               | Carlo IV di Spagna                    | Carlo III di Spagna         |  |  |       |  |  |                                |  |  |                     |  |
|                                 |                               | Carlo IV di Spagna                    | Carlo III di Spagna         |  |  |       |  |  |                                |  |  |                     |  |
|                                 |                               | Carlo IV di Spagna                    | Maria Amalia di Sassonia    |  |  |       |  |  |                                |  |  |                     |  |
| Maria Isabella di Spagna        |                               | Carlo IV di Spagna                    |                             |  |  |       |  |  |                                |  |  |                     |  |
|                                 |                               | Maria Luisa di Spagna                 | Filippo I di Parma          |  |  |       |  |  |                                |  |  |                     |  |
|                                 |                               | Maria Luisa di Spagna                 | Filippo I di Parma          |  |  |       |  |  |                                |  |  |                     |  |
|                                 |                               | Maria Luisa di Spagna                 | Luisa Elisabetta di Francia |  |  |       |  |  |                                |  |  |                     |  |
| Francesco II delle Due Sicilie  |                               | Maria Luisa di Spagna                 |                             |  |  |       |  |  |                                |  |  |                     |  |
|                                 | Vittorio Amedeo III di Savoia | Carlo Emanuele III di Savoia          |                             |  |  |       |  |  |                                |  |  |                     |  |
|                                 | Vittorio Amedeo III di Savoia | Carlo Emanuele III di Savoia          |                             |  |  |       |  |  |                                |  |  |                     |  |
|                                 | Vittorio Amedeo III di Savoia | Polissena d'Assia-Rheinfels-Rotenburg |                             |  |  |       |  |  |                                |  |  |                     |  |
| Vittorio Emanuele I di Savoia   | Vittorio Amedeo III di Savoia |                                       |                             |  |  |       |  |  |                                |  |  |                     |  |
|                                 |                               | Maria Antonia di Spagna               | Filippo V di Spagna         |  |  |       |  |  |                                |  |  |                     |  |
|                                 |                               | Maria Antonia di Spagna               | Filippo V di Spagna         |  |  |       |  |  |                                |  |  |                     |  |
|                                 |                               | Maria Antonia di Spagna               | Elisabetta Farnese          |  |  |       |  |  |                                |  |  |                     |  |
| Maria Cristina di Savoia        |                               | Maria Antonia di Spagna               |                             |  |  |       |  |  |                                |  |  |                     |  |
|                                 |                               | Ferdinando d'Austria-Este             | Francesco I di Lorena       |  |  |       |  |  |                                |  |  |                     |  |
|                                 |                               | Ferdinando d'Austria-Este             | Francesco I di Lorena       |  |  |       |  |  |                                |  |  |                     |  |
|                                 |                               | Ferdinando d'Austria-Este             | Maria Teresa d'Austria      |  |  |       |  |  |                                |  |  |                     |  |
| Maria Teresa d'Austria-Este     |                               | Ferdinando d'Austria-Este             |                             |  |  |       |  |  |                                |  |  |                     |  |
|                                 |                               | Maria Beatrice d'Este                 | Ercole III d'Este           |  |  |       |  |  |                                |  |  |                     |  |
|                                 |                               | Maria Beatrice d'Este                 | Ercole III d'Este           |  |  |       |  |  |                                |  |  |                     |  |
|                                 |                               | Maria Beatrice d'Este                 | Maria Teresa Cybo-Malaspina |  |  |       |  |  |                                |  |  |                     |  |
|                                 |                               | Maria Beatrice d'Este                 |                             |  |  |       |  |  |                                |  |  |                     |  |

## Nel cinema
- Viva l'Italia, di Roberto Rossellini (1961);
- Napoli 1860: la fine dei Borboni, di Alessandro Blasetti (1970);
- Il generale, di Luigi Magni (1987);
- 'O re, di Luigi Magni (1989);
- Il generale dei briganti, di Paolo Poeti (2012);